# Гинекофобија
Гинекофобија (грч. γυνή gyne, жена, e φόβος fobos, страх) је страх од жена. У прошлости се користила латинска реч horror feminae, што значи „страх од жена“.
Реч калигинефобија означава страх од лепих жена. Касније је уведен појам венустрофобија који означава исту ствар.

## Видите још
- Андрофобија
- Списак фобија
- Антифеминизам
- Мизандрија
- Сексизам
- Фатална жена